# Mannaminne
Mannaminne är ett begrepp för människans sammanfattade minne av det förflutna och används utbrett i flera talesätt. Det betyder ursprungligen tidsmåttet som omfattar en levande persons minne men har sedan dess blivit mer av en synonym för ”urminnes tider”, alltså människorasens samlade minne av deras historia. Det senare förekommer i talesättet sedan mannaminne, vilket betyder så långt tillbaka i tiden som vi kan se eller minnas.